# 소울 오브 브레드
소울 오브 브레드(愛的麵包魂)는 2012년 공개된 중화민국의 로맨틱 코미디 영화이다.

## 출연

### 주연
- 천옌시
- 니안둥
- 천한뎬

### 조연
- 허우옌시
- 만만